# Trouxemil
Trouxemil ist eine portugiesische Ortschaft und ehemalige Gemeinde.

## Verwaltung
Die ehemalige Gemeinde (Freguesia) gehört zum Kreis (Concelho) von Coimbra. Die Gemeinde hatte eine Gesamtfläche von 7,2 km² und 2719 Einwohner (Stand 30. Juni 2011).
Im Zuge der administrativen Neuordnung in Portugal zum 29. September 2013 wurde Trouxemil mit der   Gemeinde Torre de Vilela zur neuen Gemeinde União das Freguesias de Trouxemil e Torre de Vilela zusammengeschlossen. Hauptsitz der neuen Gemeinde wurde Trouxemil.